# Centro de Congresos y Convenciones de Bariloche
El Esqueleto hormigonado del Centro de Congresos y Convenciones de San Carlos de Bariloche es el resultado de un proyecto inacabado cuya meta era crear un espacio físico en donde se desarrollasen, en primera
instancia, actividades de encuentro y debate sobre la industria turística, el cual adquiriera, por extensión, alcance comunitario benéfico para la sociedad barilochense de la década de 1970.

## Historia
En la década de 1970, la ciudad se vio en necesidad de un espacio físico en donde congregar actividades de interés en común en torno al turismo, las cuales generasen vínculos entre sectores de idéntica industria
situados en distintas regiones.
Tras un importante aporte económico del estado nacional y provincial para llevar a cabo el proyecto, los barilochenses presenciaron el comienzo de la construcción de una imponente estructura de hormigón de planta poligonál, la cual avanzó velozmente mientras el intendente prefecto Osmar Barberis estuvo al mando de la jefatura comunal.
En 1979, el gobierno municipal de Facto transfirió el predio al Gobierno de la Provincia de Río Negro.
Hacia el año 1980 y para motivar su concreción, desde el sector ejecutivo se planteó que el edificio estuviera finalizado
y dispuesto a recibir el XXVI Congreso de la Confederación de Organizaciones Turísticas de América Latina, para el cual
se anunciaba el arribo de 4.500 delegados provenientes de toda América Latina, Europa, África, el Oriente Medio, al igual que
algunos observadores de países socialistas. El evento se llevó a cabo en la ciudad tres años más tarde, en el mes de mayo, en una instalación alternativa.
Sin embargo, iniciada la década de 1980 hubo una quita económica para el financiamiento de la obra ya en marcha, aludiéndose desde la parte ejecutiva del Gobierno de la provincia de Río Negro, en ese entonces el Contralmirante Julio Alberto Acuña, que se necesitaría el apoyo activo de fondos aportados por ciudadanos contribuyentes para su concreción, enfatizándose que el beneficio generado sería para la comunidad. Consideradas las declaraciones, desde los medios de comunicación se informó que las autoridades locales estudiarían la canalización de los aportes, esgrimiéndose la posible creación de un ente autárquico o delegar la continuación del proyecto en alguna institución representativa.

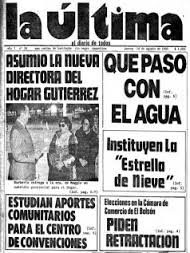
Titular publicado en un medio regional. Año 1980.

En enero de 1983, el intendente Barberis emitió, según el diario Noticias, un telegrama en el cual reclamó al por entonces subsecretario de Turismo de la Nación, Arq. Ubaldo Fourcade, conocer la fecha de remisión de las partidas destinadas por Nación para el ejercicio del año 1982, habiéndose finalizado el pliego referente del llamado a licitación Tramo obra Centro de Congresos y Convenciones Bariloche. A pesar de que los fondos consultados fueron recibidos, la obra no fue concluida, desestimándose su continuidad.
A medida que se suscitaron los mandatos de distintos jefes comunales, el proyecto fue traído nuevamente a debate, proponiéndose una nueva construcción junto al puerto San Carlos, ubicado al Norte del microcentro urbano, sobre la margen sur del lago Nahuel Huapi. Si bien se organizó un concurso público, el mismo no se llevó adelante. Entre otros lugares propuestos, se mencionaron el predio junto al edificio comercial y residencial denominado Bariloche Center; en cercanías de la Estación de trenes de San Carlos de Bariloche y en el acceso al paraje denominado Virgen de las Nieves, sin concretarse en ninguno de ellos.
En 1995, el Gobierno de la Provincia de Río Negro reconoció expresamente la renuncia al propósito original de la cesión gratuita propuesta por el Municipio local. Ese año, la dirección de Tierras dispuso cambiar el destino inicial del predio, asignándoselo a la dirección de Pesca y Fauna.
Posteriormente, el gobierno provincial alegó una violación de lo acordado con el municipio al ceder este último el predio a una fundación que iba a emplazar un Jardín Botánico, faltándo a lo acordado nuevamente cuando creó el Ente Mixto Emprocentro y asignándole la tarea de buscar un mejor emplazamiento para el Centro de Congresos y Convenciones que reclamaba Bariloche.
En octubre de 2004, el Concejo Municipal analizó un proyecto de ordenanza presentado por el presidente del cuerpo, en ese entonces Marcelo Cascón, para reclamarle al Gobierno de la Provincia de Río Negro la devolución del predio de cinco hectáreas donde se levanta el inconcluso edificio proyectado 25 años atrás. Se mencionó que la figura que se aplicaría en el caso sería "Revocatoria de cesión", motivada por el incumplimiento del objeto por el cual en 1979 el Gobierno Municipal de Facto transfirió el terreno a la provincia. El intendente Cascon argumentaría el estado de abandono que presentaba el inmueble, proyectando así crear un Centro Cultural y un jardín botánico.
Se descartó la posibilidad de reciclarlo para darle el uso inicial que se le daría, alegándose no solo problemas de tamaño y de funcionalidad, sino también por la dificultad que plantearían los accesos si se realizaran allí eventos masivos.
Hasta ese momento, los antecedentes entre los gobiernos municipal y provincial habían sido señalados en la iniciativa de Cascón, quien atribuyó una falta de seguimiento fin por parte de los distintos gobiernos municipales, tras la ausencia de iniciativas para utilizar un terreno del que tenían injerencia desde 1979. La postura del Gobernador Miguel Saiz fue la de restituir el terreno al municipio, coincidiendo el intendente Alberto Icare con la propuesta.
En el año 2009, el titular del Emprotur (Ente de Promoción Turística Rionegrino) comunicó a los medios que, en conjunto con el Secretario de Turismo nacional, por entonces Enrique Meyer, había sido presentado un borrador de trabajo para continuar el proyecto iniciado en 1970. En el mismo colaborarían entes como Nación, Parques nacionales y empresarios particulares, proponiéndose su construcción en el edificio de Parques nacionales, ubicado este último en la costanera de la ciudad, con una inversión cercana a los 65 millones de pesos.

## Proyecto de Centro Cultural y uso(s) no oficial(es) englobado(s) en dicha idea

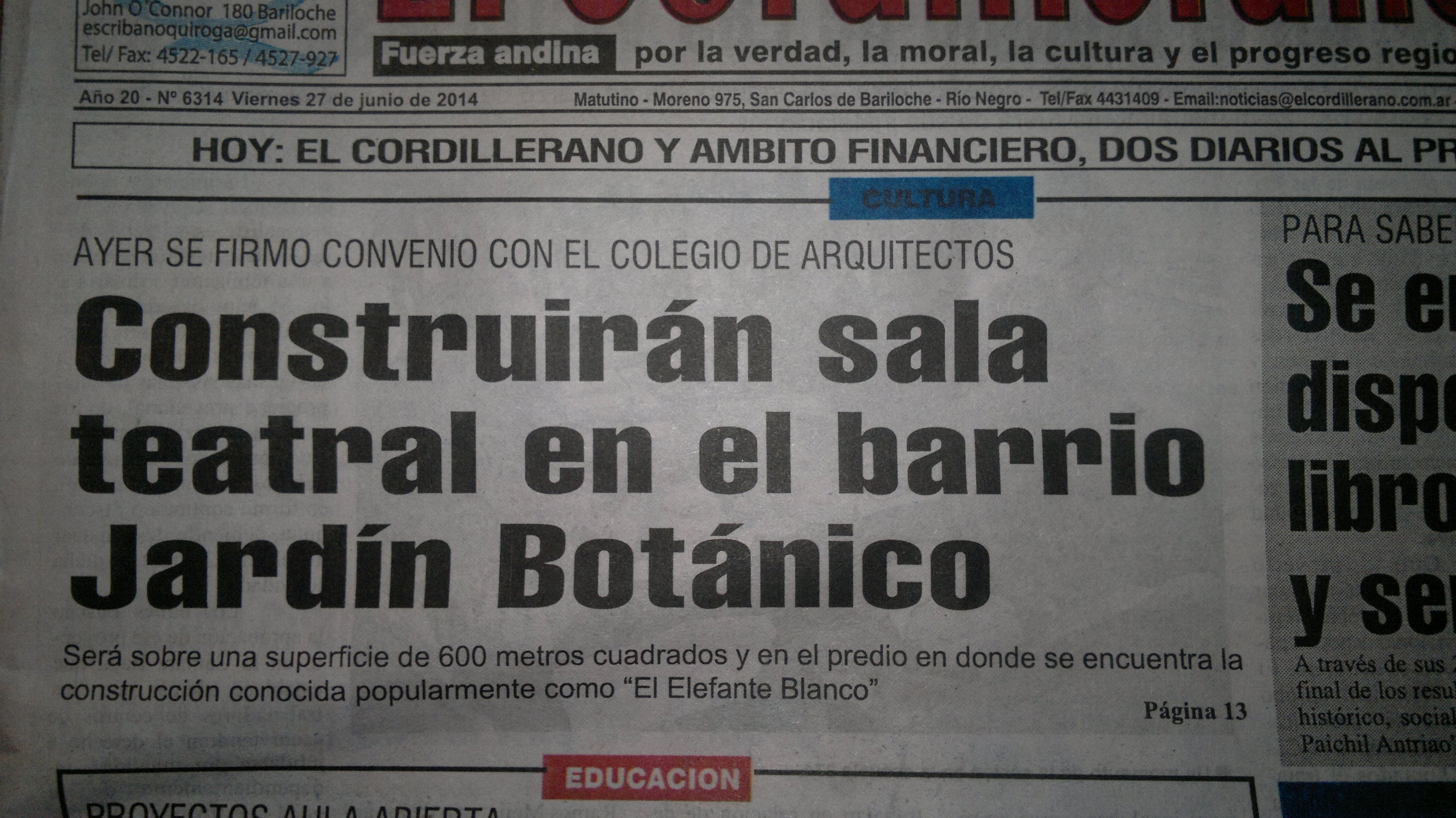
Anuncio en junio de 2014

El 7 de enero de 2009, la agencia de noticias ANB publicó que el baterista de la banda de rock Soda Stereo, Charly Alberti, estaba interesado en convertir el viejo proyecto de Centro de Congresos y Convenciones del Jardín Botánico, en un ámbito de arte y cultura, con área de exposiciones y hasta un teatro. La agencia publicó que el músico estuvo reunido en dicho Elefante blanco’’ junto a funcionarios municipales observando el lugar.
El 12 de marzo de 2012, en el marco del cierre del Primer Congreso Provincial de Turismo, se llevó a cabo en el predio del Jardín Botánico un acto simbólico el cual consistió en una plantación y un concierto en obra. En el mismo estuvieron presentes funcionarios de la secretaria provincial de Medio Ambiente, de la secretaria de Cultura de la Municipalidad de Bariloche, además de referentes provinciales de Turismo. En el acto se descubrió una placa que funda y argumenta los lineamientos para comenzar a generar allí una serie de acciones que involucran naturaleza con cultura.
Tras la siembra de plantas autóctonas, dentro de la galería principal haciendo de auditorio se presentó el Coro Melipal Banda de Vientos de la Escuela municipal de Arte La Llave, acompañados de importantes y reconocidos músicos locales. Se argumentó la intención de rehabilitar el Jardín Botánico, ponerlo en valor como centro educativo, científico y cultural.
El viernes 18 de abril de 2014, en el marco del evento Primer encuentro internacional de Hip Hop Argentina-Chile 2014 se realizó Grafiti autogestionado por los propios escritores sobre los muros del Elefante blanco.

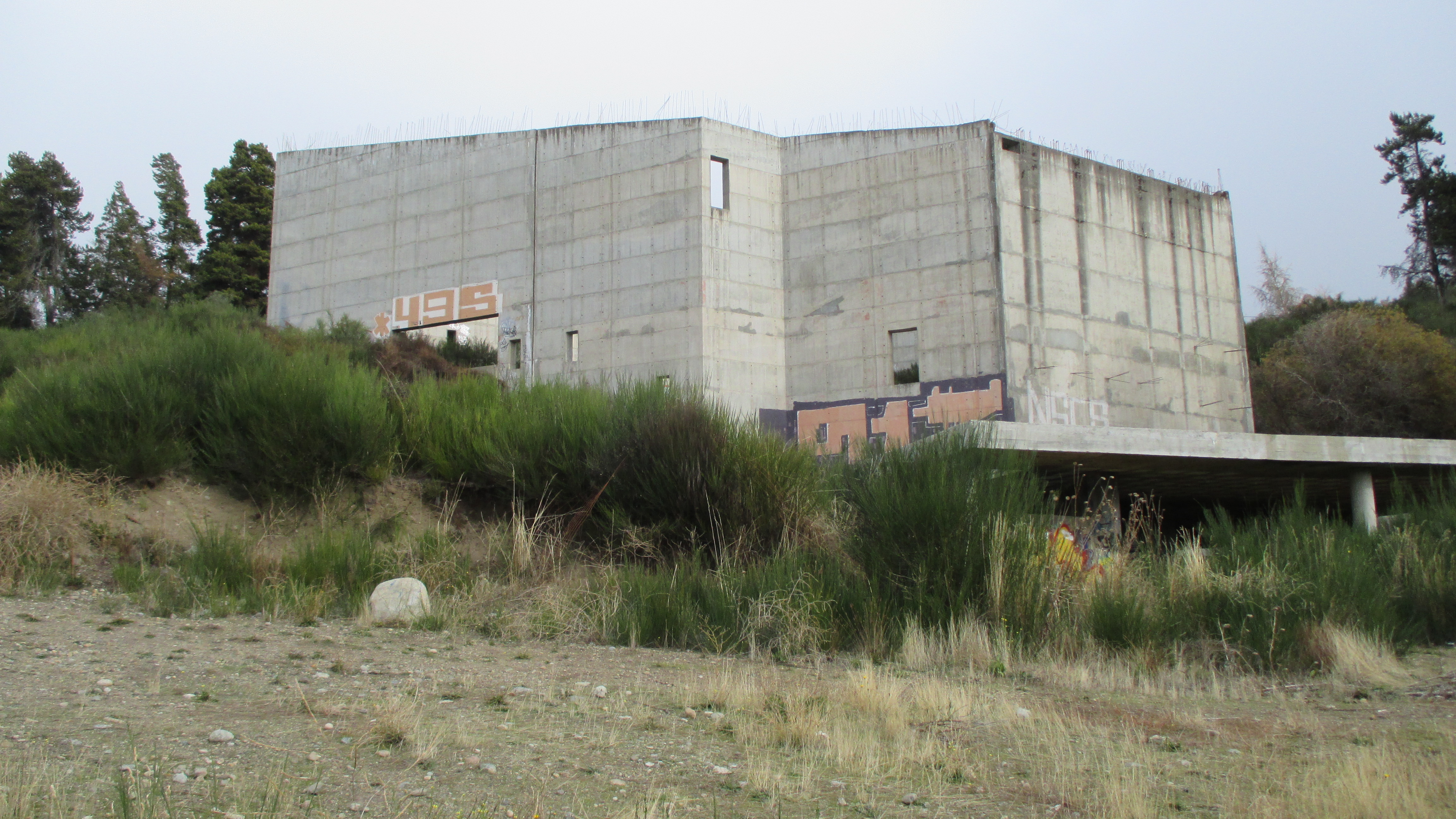
Teatro y Centro de Convenciones (obras inconclusas, 2019)

En junio de 2014, la intendenta María Eugenia Martini firmó un convenio con el Colegio de Arquitectos de Río Negro para encargar el llamado a concurso de proyectos para la construcción de la sala de teatro del Instituto Nacional de Teatro así como la propia sede, informándose que dicha institución aportaría la totalidad del financiamiento para esta
edificación en una superficie de 600 m², en el predio donde se encuentra la estructura en cuestión.

## Actualidad

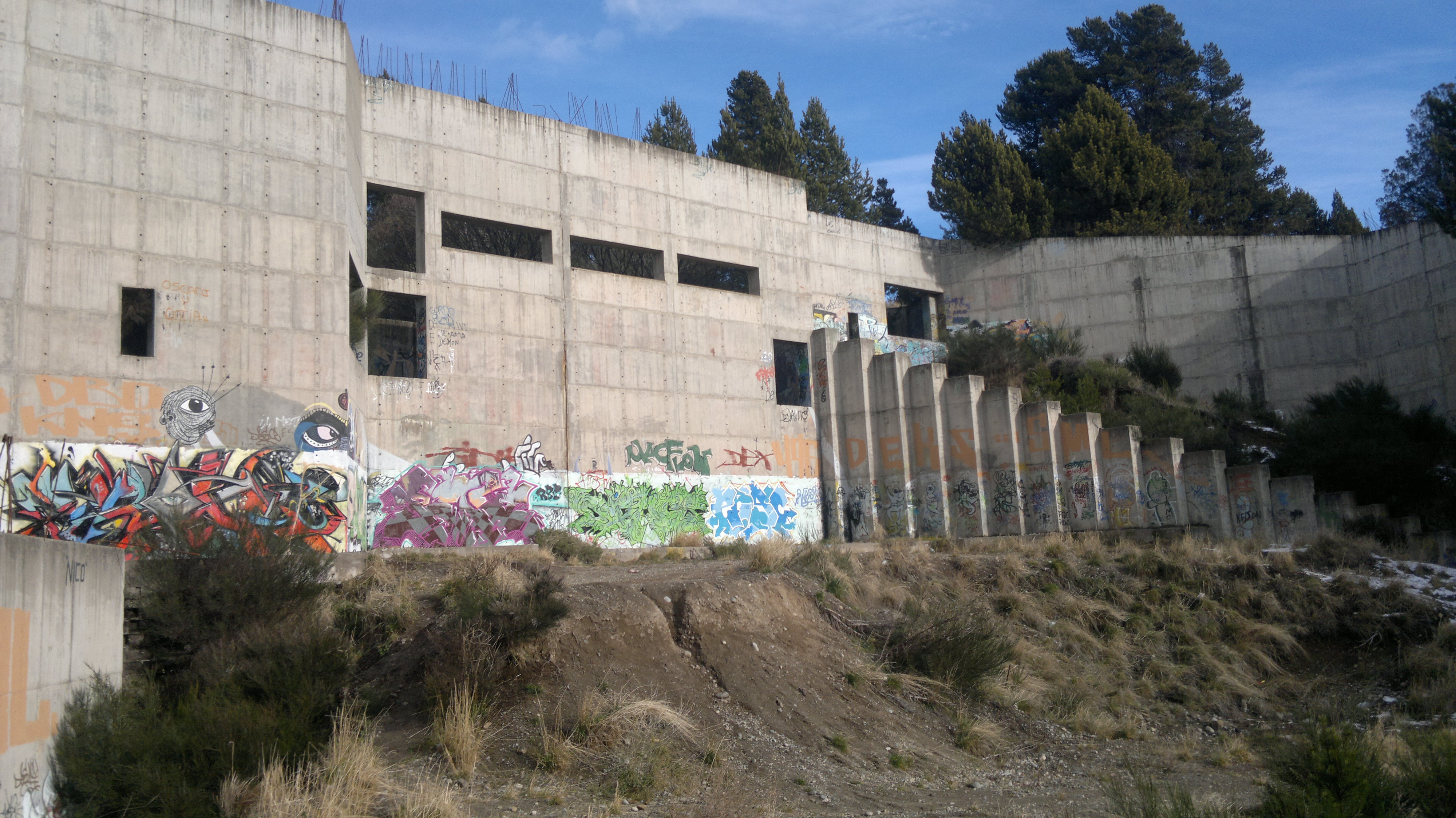
Interior de la galería principal en 2014.

La fracción en donde se emplaza la edificación inconclusa, la cual es, por un lado, lindera del Centro Regional de la Universidad del Comahue es, hasta 2014, un sitio de referencia geográfica
no solo propicio para el surgimiento de focos de incendio debido a la falta de mantenimiento
a pesar de las tareas de desmalezamiento ocasionales realizadas por el Ente Mixto Jardín Botánico, sino también para el cometido de hechos de inseguridad a transeúntes o visitantes.